# Opius basicastaneus
Opius basicastaneus är en stekelart som beskrevs av Fischer 1964. Opius basicastaneus ingår i släktet Opius och familjen bracksteklar. Inga underarter finns listade i Catalogue of Life.